# Диченський (хутір)
Диченський — хутір у складі Старостаничного сільського поселення Кам'янського району Ростовської області. Хутір Диченський входить до числа найстаріших і найвідоміших хуторів Дону.
Населення — 563 особи (2010 рік).

## Географія

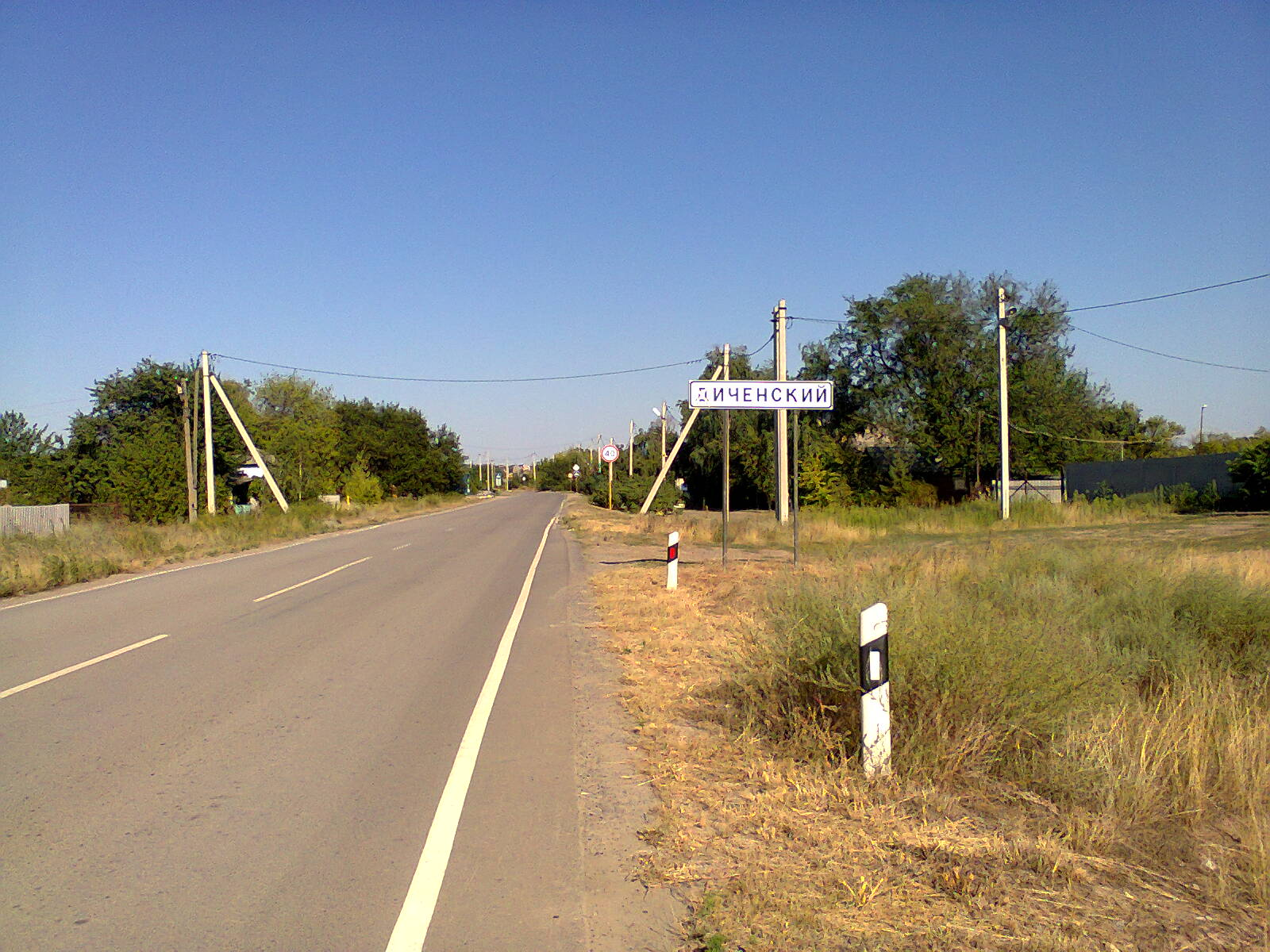
В'їзд до Диченського з боку траси М4

Диченський хутір лежить на лівому березі Сіверського Дінця нижче за течією й на південний схід від міста Кам'янськ-Шахтинський.

### Вулиці
- вул. Левітана,
- вул. Степова,
- пров. Крутий,
- пров. Новий.

## Історія
Диченський засновано 22 вересня 1671 року нащадками Олексія Дичина, одного з перших поселенців Кам'янського містечка.
Хутір був у складі Кам'янського юрта Донецького округу. Складався з двох частин: Верхньо-Диченського й Нижньо-Диченського. На хуторі були однокласне парафіяльне училище, вітряк.
Козаки хутора служили в 10-му, 27-му й 44-му полках. На думку Отамана Всевеликого Війська Донського Петра Краснова, 10-й козацький (Гундоровський) полк, у складі якого воювали насельники хутора, разом з Корніловським й Марковським офіцерськими полками, був найкращим полком у південноросійському війську. У 1918 році отаманом хутора був Іван Максимович Диченськов. Під час «стояння на Дінці» в лютому-травні 1919 року хутір було зайнято Красною армією. Обстрілювали з гармат, що спричинило жертви серед мирного населення.
Велику популярність принесли хутору зйомки кіноверсії роману Михайла Шолохова «Тихий Дон» в 1930 й 1957 роках. Хутір Диченський було затверджено на роль хутора Татарського самим Шолоховим, як найзадовільніший опису в романі.
У 1930 році фільм знімали режисери В. Правов й О. Преображенська. Майже всі зйомки проходили в Диченському. Для зйомок садиби Листницького в розташованих неподалік Дубках (поряд з баштанами мешканців хутора) були спеціально побудовані кінодекорації. У масових сценах й навіть в епізодичних ролях знімалися мешканці хутора — свідки й учасники описуваних подій. Актори жили у сім'ях донських козаків, що намагалися перейняти кожну деталь, кожну дрібницю в поведінці, побуті місцевих мешканців.
Після зйомок, незважаючи на кінематографічну славу, мешканців хутора піддано репресіям. Багато сімей були розкуркулені й вислані до Сибіру за перебігом примусової колективізації. Особливо багато життів забрав Голодомор 1933 року.
26 червня 1989 року біля хутору з річки Сіверський Донець було піднято середній танк Т-34-76 й встановлено в місті Кам'янськ-Шахтинський як пам'ятник на площі Труда.